# G
A G a latin ábécé hetedik, a magyar ábécé tizenkettedik betűje.

## Karakterkódolás
| Karakterkészlet | Kisbetű (g) | Nagybetű (G) |
| --------------- | ----------- | ------------ |
| ASCII           | 103         | 71           |
| Bináris ASCII   | 01100111    | 01000111     |
| EBCDIC          | 135         | 199          |
| Bináris EBCDIC  | 10000111    | 11000111     |
| Unicode         | U+0067      | U+0047       |
| HTML/XML        | &#103;      | &#71;        |

## Hangértéke
A magyarban és a legtöbb latin betűs nyelvben a veláris zöngés zárhangot jelöli. Néhány nyelvben azonban eltérő hangértékkel bír:
- a germán nyelvek közül az angolban e és i előtt a latin vagy francia eredetű szavakban magyar dzs (máskor g); a hollandban ch [x], a svédben hj-szerű hang;
- az újlatin nyelvek mindegyikében g mély magánhangzó (a, o, u) vagy mássalhangzó előtt; magas magánhangzó (e, i) előtt az olaszban, románban és az okcitánban dzs, a franciában, katalánban és a portugálban zs, a spanyolban ch [x].

## Jelentései

### Biokémia
- G: a glicin és a guanozin jele
- G: a DNS egyik bázisának, a guaninnak a jele
- G: egy proteinfajta neve

### Elektronika,elektrotechnika
- G: az RGB színkódnál a green, azaz a zöld rövidítése

### Filmművészet
- G, egy 1974-ben készült angol film címe
- Dr. G, a Discovery Channel egyik ismeretterjesztő sorozata
- G: Az amerikai korhatár-besoroló bizottság, az MPAA megjelölése szerint a G (General Audience) kategóriába a minden korosztály által látogatható filmek tartoznak.

### Fizika
- g: a grammnak, a tömeg egyik mértékegységének jele, a kilogramm (SI-alapegység) ezredrésze
- g: a gravitációs gyorsulás jele, körülbelül 9,81 m/s²
- G: a gravitációs állandó jele
- G: a gaussnak, a mágneses indukció mértékegységének jele
- G: a csúsztató modulus jele

### Közgazdaságtan
- G: a kormányzati (állami) vásárlások jele

### Matematika
- g: a függvények gyakran használt jelölése

### Statisztika
- g: a relatív gyakorisági sorok jele

### Szexológia
- G-pont: a női hüvely orgazmust kiváltó pontja

### Zene
- G: zenei hang, a hangsor 5. eleme

### Egyéb
- G: a giga-, vagyis egy mennyiség milliárdszorosának jelölése az SI-rendszerben
- G: nemzetközi autójelként Gabon jele